# Turner-Club Gelsenkirchen 1874
Der Turner-Club Gelsenkirchen 1874 ist ein Sportverein aus Gelsenkirchen.

## Geschichte

### Gründung
1874 gründeten zwanzig Mitglieder des Gelsenkirchener TV 1863 auf Grund von Meinungsverschiedenheiten mit dem Turner-Club einen eigenen Turnverein. Bis 1892 wächst der Verein auf 338 Mitglieder an. Diese Größe kann der Verein jedoch nicht dauerhaft halten, 1903 zählt er wieder nur 170 Mitglieder. 1911 erfolgt schließlich die Fusion mit dem BV Gelsenkirchen. Der BV war als Fußballverein relativ erfolgreich und hatte im Vorjahr die regionale Endrunde um die westdeutsche Fußballmeisterschaft erreicht. Als Folge der Fusion wurde das Turnangebot um verschiedene Ballsportarten ergänzt.

### Fusion und reinliche Scheidung
1919 schloss sich der TC mit dem SuS Schalke 96 zum Turn- und Spielverein Gelsenkirchen 1874/1896 zusammen. Im Zuge der sogenannten reinlichen Scheidung zwischen Turnen und Sport wurde die Fusion 1924 wieder gelöst. 1928 erhielt der Verein daher auch seinen alten Namen wieder zurück. 1934 betrieb man im Verein jedoch nicht nur Turnen, sondern auch Leichtathletik, Handball, Hockey, Tennis, Schwimmen, Wandern, Skilauf, Sommerspiele, Faustball, Fechten und Gesang.

### Erfolge von Heinz Kreulich
Nach dem Zweiten Weltkrieg feierte mit Heinz Kreulich ein Leichtathlet des TC im Weitsprung große Erfolge. Nach dritten Plätzen bei den deutschen Meisterschaften 1947 und 1948 wurde Kreulich 1949 deutscher Meister. Er stellte 1949 zudem einen Europarekord in seiner Disziplin auf.

### Erfolge von Günter Lyhs
Mitte der 1950er Jahre wuchs in den Reihen der Turner ein herausragendes Talent heran. Günter Lyhs gewann 1956 die deutsche Juniorenmeisterschaft. 1959 holte er auch bei den Erwachsenen im Bodenturnen den deutschen Titel. Den großen Durchbruch erzielte er 1960. Er wurde nicht nur deutscher Meister im Mehrkampf, sondern holte am Barren, an den Ringen, am Pferd, im Bodenturnen und am Reck fünf weitere deutsche Meistertitel. In den folgenden Jahren sammelte Lhys noch weitere deutsche Titel. Am Boden war er nochmal 1961 und 1962 erfolgreich, am Reck ebenfalls 1962 sowie von 1965 bis 1967 drei Mal hintereinander. Auch an den Ringen wiederholte er seine deutschen Meisterschaften 1962 und 1964, am Pferd 1965 und 1966 und am Barren 1964. Schließlich wiederholte er 1967 nochmals seinen Mehrkampftitel. Die Titel ab 1964, darunter auch die Bronzemedaille bei den Olympischen Sommerspielen 1964 mit der deutschen Mannschaft in der Mannschaftswertung erturnte Lyhs jedoch für Kierspe.

### Prellball
Zur erfolgreichsten Mannschaftssportart beim Turner-Club entwickelte sich zunächst Prellball. 1976 belegten die Männer bei den deutschen Meisterschaften den dritten Platz, ein Jahr später folgte sogar die Vizemeisterschaft. Die Frauen holten dann 1984, 1989 und 1990 sogar die deutsche Meisterschaft. 1996 folgte noch eine Vizemeisterschaft, ehe die Abteilung 2001 wegen Nachwuchsmangel geschlossen wurde.

### Behindertensport
Seit 1979 arbeitet die Abteilung für Menschen mit Behinderungen. So gehörte Rudi Schwietering gleich mehrmals zu den Medaillengewinnern bei den Paralympics mit der Volleyballnationalmannschaft: Bronze 1980 folgte Silber 1984 und schließlich Gold 1988 sowie 1992 in Barcelona. Bei diesem letzteren Erfolg gehörte auch Oliver Müller zum erfolgreichen Team. 1996 gehörten Schwietering letztmals und wieder Müller zu den deutschen Goldmedaillengewinnern.